# 司马景之
司马景之（？—？），字洪略，河内郡温县（今河南省焦作市温县）人，汝南文成王司马亮六世孙，司马准的弟弟。
司马景之在魏明元帝拓跋嗣时期投奔北魏，以躲避桓玄和刘裕之乱，被赐予苍梧公的爵位，加号征南大将军。司马景之清廉正直有节操，魏明元帝非常尊重他。司马景之去世后，朝廷赠予汝南王，他的儿子司马师子承袭了苍梧公的爵位。

## 延伸阅读
[在维基数据编辑]
 《魏書·卷37》，出自魏收《魏书》